# THE SIXTH DAY 〜SINGLE COLLECTION〜
『THE SIXTH DAY 〜SINGLE COLLECTION〜』（ザ シックス デイ シングル コレクション）は、2004年2月25日に発表されたGacktのベスト・アルバム。

## 概要
Gackt初のベスト・アルバムかつシングル・コレクションである。
同梱のブックレットには東條雅人による文章が掲載されている。
今回はGacktがソロデビューしてから発表された1stシングル「Mizérable」から16thシングル「Last Song」までの表題曲がまとめられた。ただし、10thシングル「12月のLove song」と12thシングル「12月のLove song / December Love」は収録されていない。また、全曲とも本作用にリミックスあるいはリテイクが施されている。
本作発売から6年後に2作目のシングルコレクション『THE ELEVENTH DAY 〜SINGLE COLLECTION〜』が発売された。

## 収録曲
| 全作詞・作曲: Gackt.C、全編曲: Gackt.C、Chachamaru。 |                                                             |         |            |      |
| #                                                    | タイトル                                                    | 作詞    | 作曲・編曲 | 時間 |
| 1.                                                   | 「OASIS」                                                   | Gackt.C | Gackt.C    | 5:26 |
| 2.                                                   | 「鶺鴒 〜seki-ray〜」                                       | Gackt.C | Gackt.C    | 4:25 |
| 3.                                                   | 「Secret Garden」                                           | Gackt.C | Gackt.C    | 4:38 |
| 4.                                                   | 「君が追いかけた夢」                                        | Gackt.C | Gackt.C    | 4:21 |
| 5.                                                   | 「忘れないから」                                            | Gackt.C | Gackt.C    | 4:43 |
| 6.                                                   | 「月の詩」                                                  | Gackt.C | Gackt.C    | 4:47 |
| 7.                                                   | 「Mirror」                                                  | Gackt.C | Gackt.C    | 4:50 |
| 8.                                                   | 「Vanilla」                                                 | Gackt.C | Gackt.C    | 4:16 |
| 9.                                                   | 「Mizérable」                                               | Gackt.C | Gackt.C    | 4:52 |
| 10.                                                  | 「Lu:na」                                                   | Gackt.C | Gackt.C    | 3:29 |
| 11.                                                  | 「Last Song」                                               | Gackt.C | Gackt.C    | 4:46 |
| 12.                                                  | 「ANOTHER WORLD」                                           | Gackt.C | Gackt.C    | 3:05 |
| 13.                                                  | 「君のためにできること」                                    | Gackt.C | Gackt.C    | 4:17 |
| 14.                                                  | 「再会 〜Story〜」(作曲: Gackt.C、島田陽平 / 編曲: Gackt.C) | Gackt.C | Gackt.C    | 5:53 |
| 合計時間:                                            | 合計時間:                                                   | 63:48   |            |      |

### 楽曲解説
1. OASIS
4thシングルの表題曲及び、15thシングル「Lu:na/OASIS」の2曲目。
ボーカルの一部、イントロが新たに録り直されている。
そのため、シングルバージョンよりも演奏時間が長い。
2. 鶺鴒 〜seki-ray〜
5thシングルの表題曲。
3. Secret Garden
7thシングルの表題曲。
歌い出しが遅く、アウトロの後のギャップ（無音部分）が短くカットされている。
4. 君が追いかけた夢
13thシングルの表題曲。
5. 忘れないから
11thシングルの表題曲。
6. 月の詩
14thシングルの表題曲。
7. Mirror
3rdシングルの表題曲。
8. Vanilla
2ndシングルの表題曲。
イントロが新たに録り直されている。
9. Mizérable
1stシングルの表題曲。
ボーカル、演奏共に新たに録り直されている。
10. Lu:na
15thシングル「Lu:na/OASIS」の1曲目。
元がシングル曲ではない唯一の楽曲（3rdアルバム『MOON』発売後、本曲が4thシングルと共に、OVA『新・北斗の拳』主題歌にタイアップされることを受け、シングルリリースされるに至ったため）。
イントロが新たに録り直されている。
11. Last Song
16thシングルの表題曲。
イントロのカット、ボーカルの一部が新たに録り直されている。
そのため、シングルバージョンよりも演奏時間が短くなっている。
12. ANOTHER WORLD
9thシングルの表題曲。
自身最大のヒット曲。
アウトロの後のギャップ（無音部分）がカットされている。
Cメロの途中にブレイクが新たに加えられた。
13. 君のためにできること
8thシングルの表題曲。
ボーカルの一部が新たに録り直されている。
歌い出しが僅かながら早く、アウトロの後のギャップ（無音部分）が短くカットされている。
14. 再会 〜Story〜
6thシングルの表題曲。
アルバム初収録。
イントロの一部のピアノ、ヴァイオリンが新たに録り直されている。
歌い出しが僅かながら遅く、アウトロの後のギャップ（無音部分）が追加されている。

## 参加ミュージシャン
- Gackt's family
- 永井敏己 - ベース
- 恩田快人 - ベース
- CRAZY COOL JOE - ベース
- チャック・ライト - ベース
- 五十嵐公太 - ドラムス
- マット・ソーラム - ドラムス
- 弦一徹 - ヴァイオリン
- ブルース・ドゥコフ - ヴァイオリン
- 堀沢真己 - チェロ
- 塚本周成 - キーボード
- 島田陽平 - キーボード
- 広谷順子 - コーラス
- 佐藤涼子 - コーラス